# Bataille de Surabaya
Cet article concerne la bataille de 1945. Pour la bataille de 1677, voir Bataille de Surabaya (1677).
Révolution indonésienne

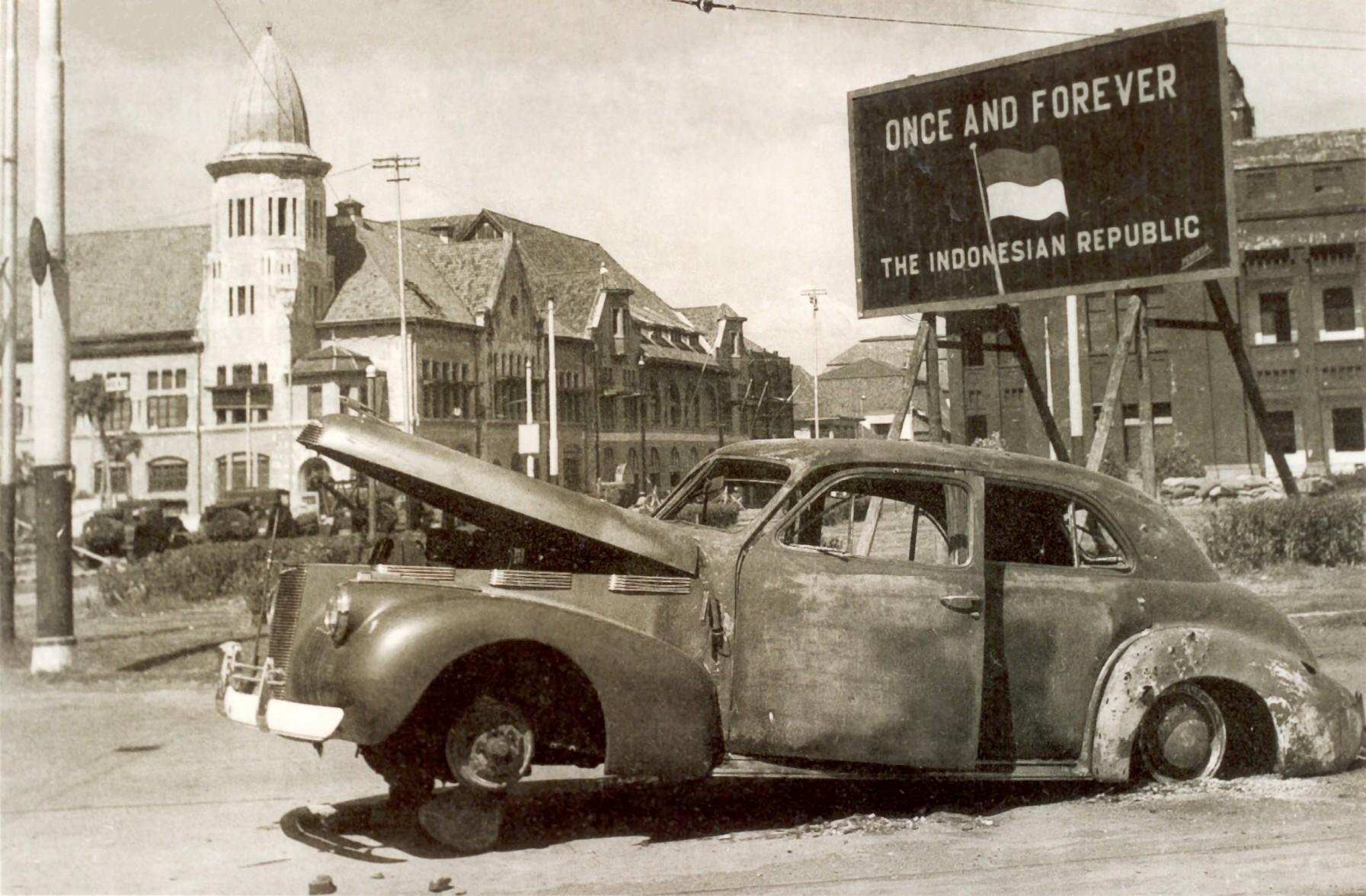
La voiture incendiée du brigadier général Mallaby

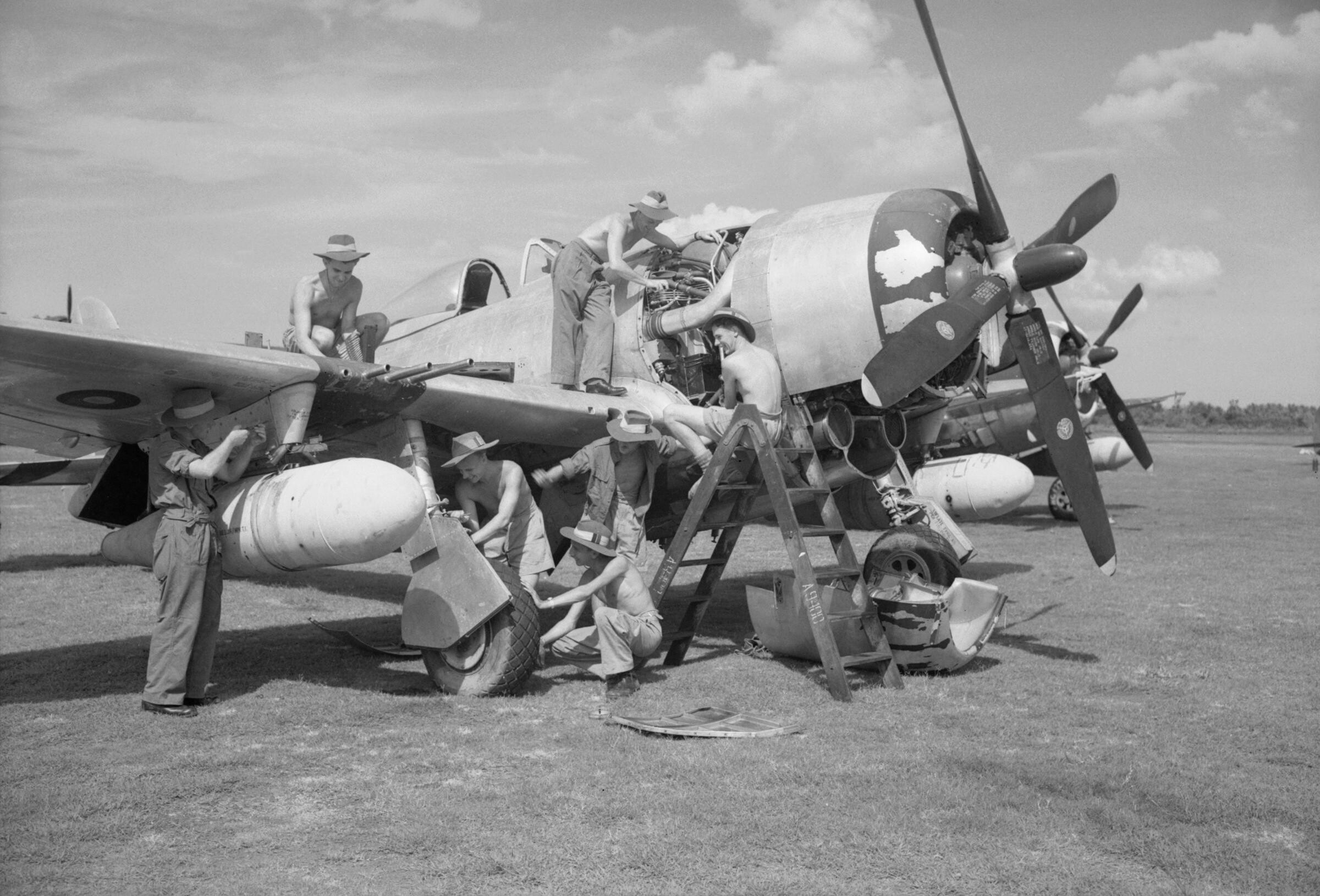
Un Republic P-47 Thunderbolt de la Royal Air Force sur l'aérodrome de Kemayoran prêt à attaquer les forces indonésiennes à Surabaya

La bataille de Surabaya a opposé la jeune armée indonésienne, créée le 5 octobre 1945, et des milices de jeunes aux forces britanniques, dont la mission était de désarmer les forces d'occupation japonaise et de libérer les Européens détenus dans les camps japonais. Le pic de la bataille fut atteint en novembre 1945. Malgré une forte résistance, les troupes britanniques, constituées essentiellement de trente mille hommes aguerris des 5e et 23e divisions de l'armée des Indes britanniques, parvinrent à prendre le contrôle de Surabaya, la deuxième ville la plus importante du pays. La bataille fut la plus importante de la révolution et est devenue un symbole de la résistance indonésienne. Le 10 novembre célèbre chaque année le Jour des Héros (Hari Pahlawan).
Malgré la défaite et d'importantes pertes matérielles et humaines qui se feront sentir durant le reste de la guerre d'indépendance, la bataille de Surabaya a galvanisé les républicains et convaincu les Britanniques de la nécessité d'éviter une trop grande implication dans le conflit.